# Sphenoraia nigra
Sphenoraia nigra es una especie de insecto coleóptero de la familia Chrysomelidae.
Fue descrita científicamente en 2000 por Wang, Li & Yang.